# Omalogyridae
Die Omalogyridae sind eine im Meer lebende Schneckenfamilie aus der Ordnung der Heterostropha, die zu den Heterobranchia gerechnet wird. Es ist die einzige Familie der Überfamilie Omalogyroidea. Es handelt sich um sehr kleine Formen, darunter auch die derzeit (Stand 2015) kleinste Schneckenart der Welt, Ammonicera minortalis Rolán, 1992.

## Merkmale
Die annähernd planispiralen und sehr kleinen Gehäuse messen im Adultstadium weniger als zwei Millimeter im Durchmesser, viele Arten sogar unter einem Millimeter. Das Gehäuse hat nur 2 bis 3 Windungen. Davon nimmt der mehr oder weniger deutlich linksgewundene Protoconch etwa eine bis 1,3 Windungen ein. Der rechtsgewundene Teleoconch weist eine bis anderthalb Windungen auf. Die Gehäuse sind ammonitenförmig, oder auch linsenförmig.
Die Tiere haben keine Kiemen und keine Osphradien; sie haben dafür auf der rechten Seite der Mantelhöhle deutlich hervortretende dorsale und ventrale Zilienbänder. Fuß und Mantelhöhle sind dicht mit Drüsen besetzt. Der Kopf und der Fuß sind am Vorderende zweilappig. Auf dem hinteren Teil des Fußes sitzt ein horniges Operculum. Die Kopftentakeln sind in kleine Zipfel ausgezogen, sie können aber auch kurz und schmal sein. Die Augen sind in der Mitte der Basis der Kopftentakeln. Der Verdauungstrakt ist relativ einfach. Der zwittrige Geschlechtsapparat ist hochkomplex. Es findet interne Befruchtung statt. Die Entwicklung erfolgt über – im Vergleich zur geringen Adultgröße – sehr große dotterreiche Eier, die in Eikapseln eingeschlossen werden. Aus der Eikapsel schlüpft ein fertig entwickeltes Jungtier; ein freies Larvenstadium wird nicht gebildet. Die Schale ist meist hell- bis dunkelbraun, die Gehäuseoberfläche glänzt.

## Geographische Verbreitung und Lebensraum
Die Omalogyridae kommen weltweit meist im küstennahen Flachwasser vor. Dort leben sie in Zwischenräumen von Sedimenten, die hauptsächlich aus Schalenbruchstücken bestehen, oder auch auf Meersalat (Ulva lactuca) oder anderen Algen.

## Taxonomie
Das Taxon wurde 1878 von Georg Ossian Sars als Homalogyridae aufgestellt, basierend auf Homalogyra einer unberechtigten Emendation des Gattungsnamens Omalogyra. Die Stellung der Familie innerhalb der Heterobranchia wird noch kontrovers diskutiert. Meist wird die Familie in eine monotypische Überfamilie Omalogyroidea gestellt, oder in die Architectonoidea eingereiht. Nach der Spermienmorphologie sind Rissoelloidea, Omalogyroidea und Pyramidelloidea eng miteinander verwandt.
Derzeit (Stand 2015) werden der Familie nur drei Gattungen mit 54 Arten zugewiesen. Dazu kommt noch eine bisher nicht bestimmte Zahl fossiler Arten.
- Familie Omalogyridae Sars, 1878
  - Ammonicera Vayssière, 1893
    - Ammonicera minortalis Rolán, 1992
    - Ammonicera rota Forbes & Hanley, 1850

  - Omalogyra Jeffreys, 1859
  - Retrotortina Chaster, 1896

## Belege